# الموت في قبرص (رواية)
الموت في قبرص (الإنجليزية: Death in Cyprus) هي رواية غامضة من تأليف إم إم كاي نُشرت عام 1956. تدور أحداثها في جزيرة قبرص بالبحر الأبيض المتوسط ، وتركز على أماندا ديرينجتون البالغة من العمر 21 عامًا، والتي تقرر، على عكس رغبات عمها أوزوين الصارمة، قضاء إجازة في الجزيرة الجميلة. ومع ذلك، أثناء وجودها على متن قارب متجه إلى الجزيرة، تشهد مقتل أحد الركاب. لكن كلما طال بقائها في قبرص، زاد شعورها بأنها كانت الضحية المقصودة.
تلتقي أماندا بستيف للمرة الأولى على متن العبارة، حيث تقع جريمة قتل يتورطان فيها معًا بطريقة ما. وعند وصولهما إلى قبرص، بدأت اللقاءات تتكرر بينهما، رغم أن أماندا كانت ترى في ستيف مزيجًا من الجاذبية والفظاظة، وكانت تدرك جيدًا أن أي علاقة معه ستكون مرفوضة تمامًا من قبل وصيّها. أما ستيف، فقد عبّر عن أن وجود أماندا يشتت انتباهه. بدا ستيف وكأنه فنان حقيقي يتمتع بموهبة واضحة في الرسم، إلا أن هالة من الغموض كانت تحيط بشخصيته.من خلال سلسلة من تجارب الاقتراب من الموت وبعض سوء الفهم، تصل الرواية إلى نهاية مرضية مع الكشف عن القاتل واتحاد ستيف وأماندا.

## شخصيات القصة
- أماندا ديرينجتون، بطلة الرواية
- ستيفن هوارد، فنان غامض
- جوليا بلين، المرأة التي قُتلت
- أليستير بلين، زوج جوليا
- برسيس هاليداي، كاتبة رومانسية
- كلير نورمان، امرأة قاتلة
- جورج نورمان، زوج كلير
- جلين بارتون، موظف في أوسوين
- أنيتا بارتون، زوجة جلين السابقة
- لوملي بوتر، الفنان الذي هربت معه أنيتا
- توبي جيتس، صديق أماندا المحتمل